# Пшиградув
Пшиградув (пол. Przygradów) — село в Польщі, у гміні Влощова Влощовського повіту Свентокшиського воєводства.
Населення — 437 осіб (2011).
У 1975-1998 роках село належало до Келецького воєводства.

## Демографія
Демографічна структура на день 31 березня 2011 року:
|          | Загалом | Допрацездатний вік | Працездатний вік | Постпрацездатний вік |
| -------- | ------- | ------------------ | ---------------- | -------------------- |
| Чоловіки | 229     | 34                 | 161              | 34                   |
| Жінки    | 208     | 35                 | 116              | 57                   |
| Разом    | 437     | 69                 | 277              | 91                   |